# Outlander : Le Dernier Viking
Pour les articles homonymes, voir Outlander.
Pour plus de détails, voir Fiche technique et Distribution.
Outlander : Le Dernier Viking (Outlander) est un film franco-germano-américain réalisé par Howard McCain, sorti en 2008.

## Synopsis
L'histoire commence lorsqu'un vaisseau spatial déchire l'atmosphère terrestre et strie le ciel avant de s'écraser dans un lac norvégien, en 709 après Jésus-Christ. De l'épave émerge Kainan, un soldat venu d'une planète lointaine, et un passager clandestin, une créature extraterrestre appelée Moorwen. Kainan est capturé par un guerrier viking nommé Wulfric et retenu prisonnier dans le village local dirigé par le roi Rothgar. Peu à peu, les Normands commencent à croire à son histoire au sujet de « chasse au dragon ». Il est finalement accepté dans leur société, après avoir sauvé la vie du roi. Des retours en arrière révèlent l'histoire de Kainan et de la créature. Le peuple de Kainan a envahi la planète des Moorwen et en prit possession en y tuant toute forme de vie, dont les Moorwens. Cependant un individu survécut et, après le départ des forces armées, il massacra tous les colons, dont la femme de Kainan et son fils.
Alors que le Moorwen ravage les terres des Normands, tuant tout sur son passage, Kainan forme une alliance avec ces guerriers primitifs mais féroces. Le Moorwen ravage le village rival, déclenchant la guerre avec les guerriers survivants menés par le roi Gunnar qui attaque le village de Rothgar. Les troupes de Gunnar sont repoussées et se retirent dans la forêt. Le Moorwen les attaque, ne leur laissant d'autre choix que de courir chez leurs ennemis pour s'y réfugier. Ensemble, les deux villages tentent de détruire le Moorwen et sa progéniture naissante. Les villageois subissent des pertes massives. Démoralisés, la plupart des villageois perdent espoir de vaincre la créature et quittent les lieux à la recherche d'un nouveau foyer leur garantissant une meilleure sécurité.
Kainan, quelques guerriers devenus ses amis et Freya, la fougueuse fille du roi, vont unir leurs efforts pour détruire le Moorwen. Kainan récupère des morceaux de son vaisseau spatial pour forger des armes capables de tuer la créature. Après un voyage éprouvant, ils l'affrontent dans son antre situé sous le village et finissent par la vaincre, elle et sa progéniture. Seuls Kainan et Freya survivent. Sa tâche accomplie, Kainan s'apprête à retourner parmi les siens, et active sa balise de détresse. Mais au moment où un vaisseau attiré par son signal apparaît dans le ciel, Kainan décide de rester sur Terre et coupe sa balise. Le vaisseau, incapable de le localiser, repart sans lui. Kainan épouse Freya et devient alors le nouveau roi de la tribu.

## Fiche technique
- Titre français : Outlander : Le Dernier Viking
- Titre original : Outlander
- Réalisation : Howard McCain
- Scénario : Dirk Blackman et Howard McCain
- Musique : Geoff Zanelli
- Photographie : Pierre Gill
- Montage : David Dodson
- Décors : David Hackl
- Costumes : Debra Hanson
- Producteurs : Neishaw Ali, Dirk Blackman, Don Carmody, Colin Davies, Brendan Deneen, Christopher Eberts, Philip Elway, Andreas Grosch, Kia Jam, Karen Loop, Iain McCaig, Barrie M. Osborne, Chris Roberts, John Schimmel et Marcus Schöfer
- Société de production : The Weinstein Company, Virtual Films, Ascendant Pictures, Film & Entertainment VIP Medienfonds 4 GmbH & Co, Rising Star Productions, Outlander Productions
- Société de distribution : Momentum Pictures (en) (Royaume-Uni), Pan Européenne Distribution (France), Third Rail Releasing (États-Unis)
- Budget : 47 millions de dollars américains (36,7 millions d'euros)
- Durée : 115 minutes
- Pays de production :  États-Unis,  Allemagne,  France
- Langue(s) : anglais, islandais, latin

- Tournage : du 16 octobre 2006 au 5 janvier 2007
- Format : couleur — 35 mm — 2,35:1 — Son : Dolby Digital
- Genre :  aventures, fantasy, science-fiction, action
- Dates de sortie[1] : 
  - Lettonie : 11 juillet 2008,
  - Canada / États-Unis : 23 janvier 2009

## Distribution
- James Caviezel (VF : Éric Legrand) : Kainan
- Sophia Myles (VF : Céline Mauge) : Freya
- Jack Huston (VF : Damien Boisseau) : Wulfric
- John Hurt (VF : Jean-Pierre Leroux) : Rothgar
- Cliff Saunders (VF : Michel Lasorne) : Boromir
- Patrick Stevenson : Unferth
- Aidan Devine : Einar
- Ron Perlman (VF : Sylvain Lemarié) : Gunnar
- Bailey Maughan : Erick
- John Nelles (VF : Patrice Keller) : Donal
- James Preston Rogers : Bjorn
- Scott Owen : Aethril
- Petra Prazak : Mara
- Owen Pattison : Galen, le fils de Kainan
- Matt Cooke : le capitaine

## Autour du film
- L'intrigue rappelle celle du film Le 13e Guerrier sorti en 1999 : un étranger, s'intégrant non sans mal à un groupe de rudes vikings, les aide à éliminer le monstre qui les décimait. Les deux films s'inspirent de la légende de Beowulf.
- Le tournage s'est déroulé du 16 octobre 2006 au 5 janvier 2007 à Terre-Neuve, Halifax, et dans les parcs et villages de la Nouvelle-Écosse, au Canada. La scène de la grande chute d'eau, Mardalsfossen, a quant à elle été tournée en Norvège.
- Thomas Jane, Sean Bean et Karl Urban furent tous trois pressentis pour le rôle de Kainan.
- Le film fut un échec commercial, ne rapportant que 166 003 $ sur le territoire américain et 6 867 680	$ dans le monde pour un budget de 47 millions de dollars[2].
- Patrick Tatopoulos a personnellement conçu le Moorwen. On reconnaît sa patte graphique au menton allongé de la créature, trait physique qu'il avait déjà utilisé dans le film Godzilla de Roland Emmerich et qui lui a été inspiré par le tigre Shere Khan du film Le Livre de la jungle.